# Haus Selbach
Haus Selbach ist ein Ortsteil der Gemeinde Engelskirchen im Oberbergischen Kreis in Nordrhein-Westfalen in Deutschland.

## Lage und Beschreibung
Der Ort liegt rund vier Kilometer von Engelskirchen entfernt und ist in einem Tal gelegen.

## Geschichte

### Erstnennung
1378 wurde der Ort das erste Mal urkundlich erwähnt: „Johan von Selbach war nach einem Sühnebrief mit anderen Helfer der Symon u. Wilhelm v. Isengartn in einer Fehde gegen die Stadt Köln.“
Schreibweise der Erstnennung: Selbach